# Orkney (Sudáfrica)
Orkney es una localidad dedicada a la minería del oro con 157.324 habitantes, situada en el distrito de Klerksdorp, en la provincia del Noroeste, Sudáfrica. Se encuentra a orillas del río Vaal, aproximadamente a 180 km de Johannesburgo, junto a la N12 (carretera nacional de Johannesburgo a Ciudad del Cabo), y a unos 50 km de Potchefstroom, que es el centro cultural y educativo de la provincia. 

## Historia
La ciudad recibe su nombre de las islas Orcadas (Orkney Islands en inglés) de la costa norte de Escocia, la cuna de Simon Fraser, uno de los pioneros de la minería de oro en 1880. La ciudad fue proclamada en 1940 en la granja Witkoppen, donde Fraser comenzó la extracción de oro.
Para los nombres de sus calles se utilizaron nombres de poetas y autores de las islas británicas, algo que era realmente inusual para una ciudad minera en el corazón del Afrikanerdom. La regla se rompió con el crecimiento del nacionalismo afrikáner en la década de 1960, y algunos de los nombres de literatos del Reino Unido fueron sustituidos.
Algunas de las más profundas y ricas minas de oro se han trabajado en la zona de Orkney durante décadas. La ciudad gozó de cierta fama a finales de los años 80 como el escenario de una popular comedia de televisión llamada Afrikaans Orkney Snork Nie. La palabra "snork" significa "ronquido", por lo que la broma en el título significaba "Orkney no ronca".
La ciudad estuvo entre las 13 ciudades candidatas a ser sedes de la Copa Mundial de Fútbol de 2010, concedida a Sudáfrica, pero el 10 de marzo de 2006 la FIFA anunció las diez sedes definitivas, descartando a Orkney, Kimberley y una de las dos presentadas por Pretoria.

## Atracciones turísticas
- Factoría de cacahuetes
- Mina de oro de Vaal Reefs